# Diplacina callirrhoe
Diplacina callirrhoe är en trollsländeart som beskrevs av Maurits Anne Lieftinck 1953. Diplacina callirrhoe ingår i släktet Diplacina och familjen segeltrollsländor. Inga underarter finns listade i Catalogue of Life.